# Nová ortodoxie
Nová ortodoxie (někdy též dialektická teologie či teologie krize, později též novoortodoxie anebo novoortodoxní protestantismus) je směr protestantské teologie, který se rozšířil v Evropě začátkem 20. století a jmenoval se původně „dialektická teologie“. Vznik tohoto směru bývá obvykle spojován s vydáním komentáře K. Bartha k Pavlovu listu Římanům. Později Barth upustil od názvu „dialektická teologie“. Mezi nejvýznamnější představitele dialektické teologie patří Emil Brunner, Paul Tillich aj. V 30. letech XX. století pronikly ideje novoortodoxie do Spojených států, kde se objevily v této době práce Reinholda Niebuhra. Tento teolog se zřekl myšlenek křesťanského socialismu a přešel na pozice novoortodoxního protestantismu. Stoupenci novoortodoxie usilovali o obrodu údajně zapomenutého odkazu protestantské reformace (odtud i název novoortodoxie, popřípadě nová ortodoxie, novoprotestantismus a dokonce novoreformace).
Novoortodoxní teologové kritizují své předchůzce, protože sbližují Boha a člověka, vytýkají stoupencům tzv. liberální teologie zesvětštění ideje Boha. V Česku představitelem dialektické teologie byl Josef Lukl Hromádka.